# Evdokija Popadinova
Evdokija Popadinova (en búlgaro: Евдокия Попадинова; Hadzhídimovo, Blagóevgrad, Bulgaria, 26 de octubre de 1996) es una futbolista búlgara. Juega como delantera y milita en el Sassuolo de la Serie A de Italia. Ha sido internacional con la selección de Bulgaria.

## Trayectoria
Se formó en la cantera del FC NSA Sofia, debutando en el primer equipo en 2012. Jugó tres temporadas en las filas del club de Sofia, con el que ganó tres ligas y tres copas de Bulgaria. Debutó en la Liga de Campeones Femenina de la UEFA con 15 años, el 11 de agosto de 2012, ante el Spartak Subotica serbio, y dos días después marcó su primer gol contra el Pärnu JK estonio.
En el verano de 2015, dejó su país natal para transferirse al Bristol City WFC inglés, siendo la primera futbolista búlgara en competir en la FA Women's Super League. Debutó el 18 de julio ante el Manchester City. En marzo de 2016 fichó por otro club inglés, el London Bees de la FA WSL 2, sumando 13 presencias en la liga (con 3 goles) y 3 en FA Cup.
Tras la experiencia en Inglaterra, se mudó a Lima, Estados Unidos, para estudiar dos años en la Universidad del Ohio Noroccidental; aquí militó en el local equipo universitario. En 2018 se transfirió a la Universidad de la Costa del Golfo de Florida de Fort Myers y se incorporó a la plantilla del Florida Gulf Coast Eagles.
En el verano de 2020 volvió a Europa, concretamente a Dinamarca, siendo contratada por el Aalborg. Debutó el 9 de agosto con un gol ante el HB Køge. Tras jugar cuatro partidos con el club danés, en noviembre del mismo año se mudó al Napoli italiano, debutando como titular el 7 de noviembre contra el Milan. Realizó su primer gol en la Serie A el 13 de diciembre contra el Hellas Verona.

## Selección nacional
Disputó 8 partidos con la selección Sub-19 de Bulgaria entre 2012 y 2014 (marcando 2 goles). En 2014 jugó tres partidos oficiales con la selección mayor, en la clasificación para la Copa Mundial Femenina de Fútbol de 2015, debutando el 7 de mayo contra Kazajistán.

## Clubes

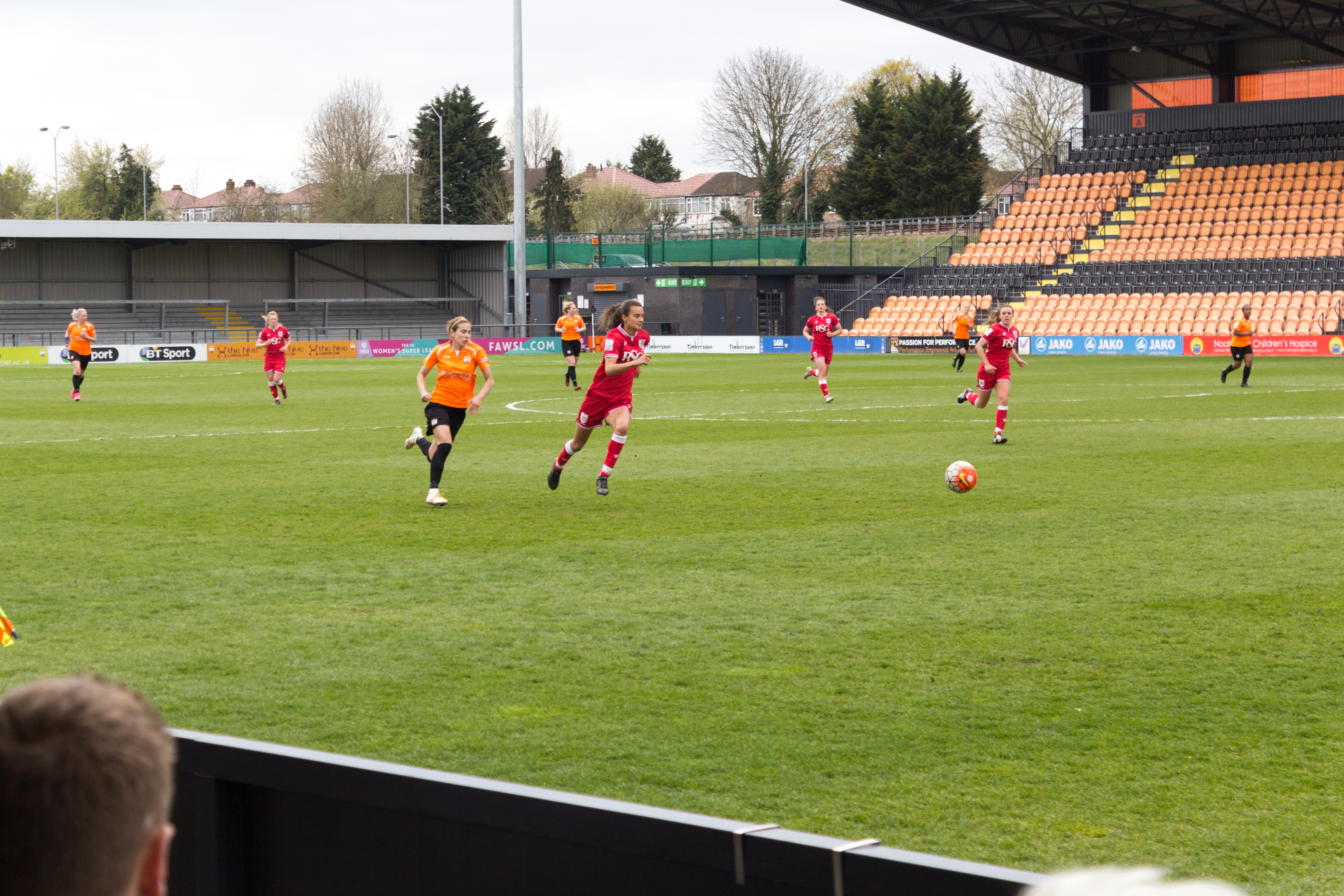
Popadinova en un partido entre London Bees y Bristol City WFC, abril de 2016.

| Club                 | País       | Año         |
| -------------------- | ---------- | ----------- |
| FC NSA Sofia         | Bulgaria   | 2012 - 2015 |
| Bristol City WFC     | Inglaterra | 2015        |
| London Bees          | Inglaterra | 2016        |
| Aalborg Boldspilklub | Dinamarca  | 2020        |
| Napoli Femminile     | Italia     | 2020 - 2022 |
| US Sassuolo          | Italia     | 2022 - Act. |

## Palmarés

### Campeonatos nacionales
| Título           | Club         | País     | Año         |
| ---------------- | ------------ | -------- | ----------- |
| Liga búlgara     | FC NSA Sofia | Bulgaria | 2012 - 2013 |
| Copa de Bulgaria | FC NSA Sofia | Bulgaria | 2012 - 2013 |
| Liga búlgara     | FC NSA Sofia | Bulgaria | 2013 - 2014 |
| Copa de Bulgaria | FC NSA Sofia | Bulgaria | 2013 - 2014 |
| Liga búlgara     | FC NSA Sofia | Bulgaria | 2014 - 2015 |
| Copa de Bulgaria | FC NSA Sofia | Bulgaria | 2014 - 2015 |

### Distinciones individuales
| Distinción                       | Año  |
| -------------------------------- | ---- |
| Mujer futbolista búlgara del año | 2016 |
| Mujer futbolista búlgara del año | 2017 |
| Mujer futbolista búlgara del año | 2018 |
| Mujer futbolista búlgara del año | 2019 |
| Mujer futbolista búlgara del año | 2020 |